# Callisto (personaje)
Callisto —Calisto en España— es un personaje ficticio que aparece en los cómics estadounidenses publicados por Marvel Comics y está asociado con los X-Men. Ella es la líder del asentamiento mutante subterráneo de los Morlocksen la ciudad de Nueva York hasta que pierde ese puesto en un duelo contra Tormenta. Tormenta posteriormente deja al grupo al cuidado de Callisto como su representante, y las dos finalmente forman una alianza incómoda.
Callisto aparece en la película de 2006, X-Men: The Last Stand, donde es interpretada por la actriz Dania Ramírez. Callisto volvió a ser retomada por Ramírez  para Deadpool & Wolverine de 2024; por última vez en el Universo Cinematográfico de Marvel.

## Historial de publicaciones
Creada por el escritor Chris Claremont y el artista Paul Smith, apareció por primera vez en Uncanny X-Men # 169 (mayo de 1983).

## Biografía ficticia
Los orígenes de Calisto son desconocidos, aunque afirma que las cicatrices que tiene son la prueba de "qué tonto error" fue para ella tratar de vivir entre los humanos normales; en una de sus apariciones anteriores, su mayor temor psicológico es la imagen de la bella mujer que una vez fue.

### Fundación de los Morlocks
Callisto se instala en un refugio abandonado de la Guerra Fría, escondida dentro de las alcantarillas. En circunstancias incalculables, conoce a Caliban, un mutante cuyo poder es detectar la presencia de otros mutantes. Ella decide hacer del refugio antiaéreo un santuario para mutantes como ella, usando el poder de Caliban para localizar a esos mutantes. Ella llama a esta sociedad recién formada los Morlocks, después del grupo de subterráneos futuristas en La máquina del tiempo de H. G. Wells.Callisto secuestra a Ángel con la intención de convertirlo en su compañero. Kitty Pryde es golpeada por una enfermedad mortal en un intento de rescatarlo, y Calisto se niega a permitir que sus acompañantes la lleven a la superficie para recibir tratamiento médico. Para rescatar a Kitty, Tormenta desafía y derrota a Calisto en un duelo por el liderazgo de los Morlocks. Como el nuevo líder de los Morlocks, Tormenta decreta que ya no secuestrarían ni aterrorizarían a los habitantes de la superficie, y que a cambio tendrían paz. La confrontación entre Callisto y Tormenta deja a ambas partes consumidas con odio el uno por el otro.

### Antes de la "Masacre"
Durante algún tiempo, Callisto buscó la forma de vengarse de Tormenta y recuperar el control de los Morlocks. Callisto orquestó un plan: secuestrar a Kitty Pryde, sustituyéndola en la Mansión X con el cadáver de una joven a la cual Masque con sus poderes le dio la apariencia de Kitty. Callisto planeaba obligar a Kitty a casarse con Caliban. Pero los X-Men descubrieron el plan y enfrentaron a los Morlocks. Callisto fue nuevamente derrotada por Tormenta.
Poco después, Callisto conoció al Profesor X, y comenzó a simpatizar con los X-Men. Cuando Masque secuestro deliberadamente al equipo infantil Power Pack para sustituir a los niños muertos de la morlock Analee, Callisto desaprobó sus acciones.

### "Masacre Mutante"
Mr. Siniestro, identificó a los Morlocks como una amenaza por haber sido creados por la Bestia Oscura, y con ayuda de Gambito, reunió a los Merodeadores, un grupo de feroces asesinos, a los cuales envió a masacrar a los Morlocks. Callisto fue rescatada por los X-Men y llevada a la Mansión X. Temiendo un segundo ataque de parte de los Merodeadores, los Morlocks sobrevivientes fueron enviados al Centro de Investigaciones de la Dra. Moira MacTaggert en la Isla Muir. Callisto se mudó a Muir para fungir como guardaespaldas de la Dra. MacTaggert en agradecimiento.

### Vida en la superficie
Callisto regresó a Nueva York por un requerimiento de la Dra. MacTaggert y fue capturada por Masque, quien había usurpado el liderazgo de los Morlocks. Masque utilizó sus poderes y restauró la belleza de Callisto. Masque forzó a Callisto a trabajar para mantener a los Morlocks, hasta que fue rescatada por Coloso. Callisto entonces por primera vez llevó una vida normal en la superficie.
Pero con la supuesta muerte de Masque, fue atacada por los Morlocks fuera de control. Callisto logró escapar hasta la Mansión X, y hubiera muerto de no ser por el morlock El Sanador, quién dio su último aliento por salvarla. Pero al restaurar su salud, El Sanador también restauró su aspecto grotesco y poco agraciado original. Callisto se alió con Mikhail Rasputin y regresó a "El Callejón", donde combatió al Profesor X. Pero Mikhail tenía otros planes en mente, e inundo los túneles. Mikhail, Callisto y los Morlocks, aparentemente perecieron en la inundación.

### "La Colina" y retorno a la Tierra
Mikhail Rasputin en realidad envió a los Morlocks a "La Colina", una dimensión de bolsillo, donde planeaba entrenar a los Morlocks para convertirlos en un ejército. Allí Callisto se reencontró con la pequeña morlock Sarah, que se convirtió en la feroz guerrera Marrow. Callisto ayudó a los Morlocks a escapar de "La Colina". Al regresar a la Tierra, estos formaron el equipo terrorista Gene Nation.
Callisto estuvo vagando por el mundo, y se supone que fue ella la que encontró a Colsos en la Antártida, luego de la destrucción de Avalon. Más tarde, ella regresó junto con Marrow, e iniciaron una campaña terrorista en Nueva York, en el marco de la "Operación: Cero Tolerancia". Con ayuda de Spider-Man, ellas enfrentaron a los Prime Centinelas, y Callisto fue gravemente herida y llevada a la Mansión X. Tras superar sus heridas, Callisto convenció a Marrow de unirse a los X-Men. Acto seguido, desapareció sin dejar rastro.

### La Arena de Tokyo
Callisto reapareció mucho después en La Arena de Tokyo, convertida en gladiadora por el reaparecido Masque, quien le transformó los brazos en tentáculos. Callisto se adaptó a su vida como gladiadora, hasta que Tormenta fue capturada. Callisto se alió con Tormenta y vencieron a Masque.
Callisto ayudó a Tormenta a regresar con los X-Treme X-Men, ayudando al equipo a combatir a Elías Bogan. Tras esto, los X-Treme X-Men volvieron a la Mansión X y Callisto se movió a la devastada Genosha.

### Excalibur y Día-M
En Genosha, Callisto se unió al equipo Excalibur del Profesor X y Magneto, que planeaba reconstruir la Isla-Nación. Con este equipo Callisto combatió amenazas como Sugar Man, la Bestia Oscura y los Weaponeers del Club Fuego Infernal liderados por Viper.
Durante el llamado "Día-M", Callisto fue vista en Inglaterra, donde formó parte de un grupo que combatió a Capitán Bretaña, Psylocke y Rachel Summers.
Cuando el mundo regresó a la normalidad, Callisto fue parte de los millones de mutantes que fueron despojados de sus poderes. Con esto, también perdió los tentáculos otorgados por Masque.

### X-Cell
Deseosa de recuperar sus poderes, Callisto fue una de las mutantes que se sometieron a los experimentos de Quicksilver con la "Niebla Terrígena" de los Inhumanos. Pero el proceso fracasó, y Callisto cayó en coma. Poco después, Callisto reapareció. Junto con Marrow, Blob, Reaper, Abyss y Fatale, organizó el grupo terrorista X-Cell, que atacó la ciudad de Nueva York. El equipo fue derrotado por la Agencia de investigadores X-Factor. Cuando Marrow fue herida, Callisto huyó con ella a las alcantarillas.

### Regreso y los Nuevos Morlocks
Callisto reaparece y hace un llamado de auxilio a Tormenta. Callisto ha sido rastreada por un grupo de jóvenes chicas rebeldes que planean seguir sus pasos. Cuando una de las chicas desaparece, Callisto y Tormenta unen fuerzas a pesar de que la rivalidad vuelve a hacerse presente en ellas.
Después de que las Nieblas Terrígenas de los Inhumanos se expandieron por el planeta Tierra, una nueva congregación de Morlocks se reunió debajo de Nueva York dirigidos de nuevo por Callisto. Lo curioso es que esta nueva comunidad está integrada tanto por humanos como por mutantes, coexistiendo de manera pacífica y huyendo de los estragos de la nube terrígena. Sin embargo, cuando los componentes mutantes de la comunidad comenzaron a enfermar misteriosamente, Callisto decidió clamar la ayuda de los X-Men. Los x-men M y Sabretooth acudieron a su llamado solo para descubrir que el responsable de la crisis es el malvado mutante conocido como Emplate.

## Poderes
Callisto puede ver en la oscuridad y es una experta luchadora, además de contar con fuerza y velocidad sobrehumanas y un factor de curación acelerado similar al del mutante Wolverine. Además, Callisto también posee la capacidad de rastrear a otros mutantes. Durante un tiempo, Callisto tuvo tentáculos en lugar de brazos. Callisto quedó sin poderes el "Día-M".

### Rasgos destacables
Lleva un parche en el ojo derecho.

## Otras versiones

### Era de Apocalipsis
Callisto es una mercenaria, que ataca a Nightcrawler en si viaje hacia Avalon. Es asesinada por Mystique.

### Dinastía de M
Callisto es parte de los Merodeadores de Genosha.

### Ultimate Callisto
Es la líder de los Morlocks. Aquí, su poder mutante consiste en poseer unos tentáculos que brotan de su ojo izquierdo.

## En otros medios

### Televisión
- Callisto apareció en la serie de T.V. de 1992 X-Men, cuya voz fue prestada por Susan Roman, en la versión doblada en México, fue interpretada por la actriz Dulce Guerrero, capítulo en el cual lidera a los Morlocks quienes secuestran a Cyclops y Jean Grey con ánimos de que Scott Summers se convirtiera en su consorte.

- También apareció en la serie del 2000 X-Men: Evolution con la voz de Saffron Henderson. Ahí es representada como la líder menos violenta y más equilibrada de Los Morlocks. La primera vez que apareció, ella comenzó a sabotear una compañía de bebidas cuando su bebida Pow-R-8 (alias Power Eight) se filtra en las alcantarillas y se revela que es venenoso para los mutantes. Más tarde regresó en el episodio "Uprising" cuando los matones anti-mutantes usaban tecnología láser para atacar a los X-Men, a Spyke y a Leech. En contraste con su personalidad original, Callisto es una voz de sensatez para con Spyke quien es el vigilante más dispuesto a la violencia.[cita requerida]

### Cine
- Callisto aparece en X-Men: The Last Stand (2006), interpretada por Dania Ramírez. Esta versión es una mutante veloz, experta en combate cuerpo a cuerpo y líder de los Omegas que puede sentir los poderes y ubicaciones de otros mutantes. Después de unir fuerzas con la Hermandad de Mutantes de Magneto para oponerse a la creación de una "cura mutante", desarrolla una rivalidad con Tormenta, quien finalmente mata a Callisto durante la batalla final en Alcatraz.
- Callisto aparece en la película de Marvel Cinematic Universe Deadpool & Wolverine (2024).[21]